# Discografia de Claudia Leitte
A discografia de Claudia Leitte compreende em um álbum de estúdio, seis álbuns ao vivo, nove EP's e 56 singles.
Em 2009, a cantora saiu do catálogo da Universal Music e foi para a Sony Music, onde lançou seu primeiro álbum em estúdio, As Máscaras, em 2010. Já em 2012, Claudia Leitte assinou contrato com a gravadora Som Livre e lançou seu segundo álbum ao vivo, Negalora - Íntimo, este denominado pela cantora como um "álbum intimista". Em 2014, Leitte lançou seu terceiro álbum ao vivo, Axemusic - Ao Vivo, projeto gravado ao vivo em Recife, Pernambuco. Nesse álbum destaca-se o hit Largadinho que entrou para a parada americana World Digital Songs da Billboard. Ainda em 2014, Leitte lançou o extended play "Sette" de forma independente, contendo seis músicas inéditas. Uma versão física do EP foi lançada e distribuída pela Radar Records.

## Álbuns

### Álbuns de estúdio
| As Máscaras                                                                            | - Lançamento: 23 de maio de 2010 - Formatos: CD, download digital - Gravadora: Sony | 1 | - : 50.000 |
| "—" denota álbuns que não entraram nas paradas musicais ou não foram lançados no país. |                                                                                     |   |            |

### Álbuns ao vivo
| Ao Vivo em Copacabana                                                                  | - Lançamento: 27 de junho de 2008 - Formatos: CD, download digital - Gravadora: Universal              | 1  | - : 100.000 | - PMB: Ouro |
| Negalora: Íntimo                                                                       | - Lançamento: 29 de agosto de 2012 - Formatos: CD, download digital - Gravadora: Som Livre             | 5  | - : 65.000  |             |
| Axemusic - Ao Vivo                                                                     | - Lançamento: 13 de janeiro de 2014 - Formatos: CD, download digital - Gravadora: Som Livre            | 10 | - : 50.000  |             |
| Macaco Sessions: Claudia Leitte                                                        | - Lançamento: 2 de novembro de 2019 - Formatos: streaming, download digital - Gravadora: Macaco Gordo  |    |             |             |
| Prainha da Claudinha                                                                   | - Lançamento: 26 de agosto de 2022 - Formatos: streaming, download digital - Gravadora: Independente   |    |             |             |
| Intemporal (Ao Vivo)                                                                   | - Lançamento: 13 de dezembro de 2024 - Formatos: streaming, download digital - Gravadora: Independente |    |             |             |
| "—" denota álbuns que não entraram nas paradas musicais ou não foram lançados no país. | |    |             |             |

### Álbuns de vídeo
| Álbum                 | Detalhes                                                                             | Melhores posições | Vendas      | Certificações     |
| Álbum                 | Detalhes                                                                             | BRA               | Vendas      | Certificações     |
| --------------------- | ------------------------------------------------------------------------------------ | ----------------- | ----------- | ----------------- |
| Ao Vivo em Copacabana | - Lançamento: 11 de agosto de 2008 - Formatos: DVD - Gravadora: Universal            | 1                 | - : 500.000 | - PMB: 3× Platina |
| Negalora: Íntimo      | - Lançamento: 29 de agosto de 2012 - Formatos: DVD - Gravadora: Som Livre            | 3                 | - : 500.000 |                   |
| Axemusic - Ao Vivo    | - Lançamento: 16 de janeiro de 2014 - Formatos: DVD, blu-ray - Gravadora: Som Livre  | 2                 | - : 120.000 |                   |
| Prainha da Claudinha  | - Lançamento: 2 de setembro de 2022 - Formatos: streaming - Gravadora: Independente  |                   |             |                   |
| Intemporal (Ao Vivo)  | - Lançamento: 13 de dezembro de 2024 - Formatos: streaming - Gravadora: Independente |                   |             |                   |

### Extended plays(EPs)
| Álbum                                            | Detalhes                                                                                                |
| ------------------------------------------------ | --- |
| Ao Vivo em Copacabana - Músicas Extraídas do DVD | - Lançamento: 5 de setembro de 2008 - Formatos: Download digital - Gravadora: Universal                 |
| Sette                                            | - Lançamento: 30 de outubro de 2014 - Formatos: EP, download digital - Gravadora: Independente          |
| Bandera Move                                     | - Lançamento: 13 de dezembro de 2019 - Formatos: Streaming, Download digital - Gravadora: Independente  |
| ‎Bandera Move, Pt. II                             | - Lançamento: 3 de abril de 2020 - Formatos: Streaming, Download digital - Gravadora: Independente      |
| Sol a Sol                                        | - Lançamento: 10 de dezembro de 2020 - Formatos: Streaming, Download digital - Gravadora: Independente  |
| Prainha da Claudinha \| Pt. I (Ao Vivo)          | - Lançamento: 30 de junho de 2022 - Formatos: Streaming, Download digital - Gravadora: Independente     |
| Prainha da Claudinha \| Pt. II (Ao Vivo)         | - Lançamento: 15 de julho de 2022 - Formatos: Streaming, Download digital - Gravadora: Independente     |
| REALVERSO: Lado A                                | - Lançamento: 10 de fevereiro de 2023 - Formatos: Streaming, Download digital - Gravadora: Independente |
| REALVERSO: Lado B                                | - Lançamento: 26 de janeiro de 2024 - Formatos: Streaming, Download digital - Gravadora: Independente   |
| Soul D’Rua (Ao Vivo no Candyall Guetho Square)   | - Lançamento: 16 de janeiro de 2025 - Formatos: Streaming, Download digital - Gravadora: Independente   |

### Coletâneas
| Álbum          | Detalhes                                                                                       |
| -------------- | ---------------------------------------------------------------------------------------------- |
| As 05 Melhores | - Lançamento: 19 de setembro de 2008 - Formatos: Download digital - Gravadora: Universal Music |
| Exttravase!    | - Lançamento: 30 de janeiro de 2013 - Formatos: Download digital - Gravadora: Universal Music  |

## Singles

### Como artista principal

#### Década de 2000
| Canção | Ano  | Melhores posições | Melhores posições     | Certificações   | Álbum                 |
| Canção | Ano  | BRA               | BRA Regional Salvador | Certificações   | Álbum                 |
| --- | ---- | ----------------- | --------------------- | --------------- | --------------------- |
| "Exttravasa" (part. Gabriel o Pensador) | 2007 | [ nota 1 ]        | [ nota 1 ]            | - PMB: Diamante | Ao Vivo em Copacabana |
| "Pássaros" | 2008 | [ nota 1 ]        | [ nota 1 ]            | - PMB: Platina  | Ao Vivo em Copacabana |
| "Beijar na Boca" | 2008 | [ nota 1 ]        | [ nota 1 ]            | - PMB: Diamante | Ao Vivo em Copacabana |
| "Horizonte" | 2009 | 19                | 2                     |                 | Ao Vivo em Copacabana |
| "As Máscaras (Se Deixa Levar)" | 2009 | 2                 | 1                     |                 | As Máscaras           |
| "—" denota singles que não entraram nas paradas musicais ou não foram lançados no país. A parada de singles Billboard Brasil foi criada em 2009, não podendo atender aos singles dos anos anteriores |      |                   |                       |                 |                       |

#### Década de 2010
| Canção                                                                                  | Ano  | Melhores posições | Melhores posições     | Certificações | Álbum                     |
| Canção                                                                                  | Ano  | BRA               | BRA Regional Salvador | Certificações | Álbum                     |
| --------------------------------------------------------------------------------------- | ---- | ----------------- | --------------------- | ------------- | ------------------------- |
| "Famo$a" (part. Travie McCoy)                                                           | 2010 | 3                 | 4                     |               | As Máscaras               |
| "Don Juan" (part. Belo)                                                                 | 2010 | 6                 | 1                     |               | As Máscaras               |
| "Água"                                                                                  | 2010 | 12                | 2                     |               | As Máscaras               |
| "Trilhos Fortes"                                                                        | 2011 | 13                | 1                     |               | As Máscaras               |
| "Preto, Se Você Me Der Amor"                                                            | 2011 | 79                | 3                     |               | Adicionado à nenhum álbum |
| "Dia da Farra e do Beijo"                                                               | 2011 | 44                | 1                     |               | Axemusic                  |
| "Bem-vindo Amor"                                                                        | 2012 | 42                | 12                    |               | Negalora: Íntimo          |
| "Magalenha" (part. Sérgio Mendes)                                                       | 2012 | —                 | —                     |               | Negalora: Íntimo          |
| "Largadinho"                                                                            | 2012 | 20                | 2                     |               | Largadinho - EP           |
| "Amor Toda Hora"                                                                        | 2012 | —                 | 2                     |               | Largadinho - EP           |
| "Quer Saber?" (part. Thiaguinho)                                                        | 2013 | 50                | —                     |               | Axemusic                  |
| "Tarraxinha" (part. Luiz Caldas)                                                        | 2013 | 57                | 2                     |               | Axemusic                  |
| "Claudinha Bagunceira"                                                                  | 2013 | 77                | 2                     |               | Axemusic                  |
| "Deusas do Amor" (com Ivete Sangalo)                                                    | 2014 | 74                | 1                     |               | Adicionado à nenhum álbum |
| "Dekolê" (part. J. Perry)                                                               | 2014 | —                 | —                     |               | Axemusic                  |
| "Matimba"                                                                               | 2014 | —                 | 3                     |               | Sette                     |
| "Cartório" (solo ou part. Luan Santana)                                                 | 2014 | —                 | 1                     |               | Sette                     |
| "Signs"                                                                                 | 2015 | —                 | —                     |               | Sette                     |
| "Corazón" (part. Daddy Yankee)                                                          | 2015 | —                 | —                     |               | Adicionado à nenhum álbum |
| "Shiver Down My Spine" (part. J. Perry)                                                 | 2016 | 90                | —                     |               | Adicionado à nenhum álbum |
| "Taquitá"                                                                               | 2016 | —                 | 3                     | - PMB: Ouro   | Adicionado à nenhum álbum |
| "Baldin de Gelo"                                                                        | 2017 | —                 | 8                     |               | Adicionado à nenhum álbum |
| "Lacradora" (part. Maiara & Maraisa)                                                    | 2017 | 77                | 3                     |               | Adicionado à nenhum álbum |
| "Carnaval" (part. Pitbull)                                                              | 2018 | —                 | 3                     | - PMB: Ouro   | Adicionado à nenhum álbum |
| "Balancinho"                                                                            | 2018 | —                 | —                     |               | Adicionado à nenhum álbum |
| "Saudade" (part. Hungria Hip-Hop e Olodum)                                              | 2018 | —                 | 1                     |               | Adicionado à nenhum álbum |
| "Matutinha" (part. Mano Walter)                                                         | 2019 | —                 | 29                    |               | Adicionado à nenhum álbum |
| "Saudade de Você" (part. Filhos de Jorge)                                               | 2019 | —                 | —                     |               | Adicionado à nenhum álbum |
| "Bandera"                                                                               | 2019 | —                 | —                     |               | Bandera Move              |
| "—" denota singles que não entraram nas paradas musicais ou não foram lançados no país. |      |                   |                       |               |                           |

#### Década de 2020
| "Perigosinha"                                                                           | 2020 | —  | Bandera Move                                   |
| "Rebolada Bruta" (part. MC Zaac)                                                        | 2020 | —  | ‎Bandera Move, Pt. II                           |
| "Desembaça"                                                                             | 2020 | —  | Sol a Sol                                      |
| "Rodou" (part. Wesley Safadão)                                                          | 2020 | 29 | Sol a Sol                                      |
| "Agradece" (part. Natiruts)                                                             | 2021 | —  | Adicionado à nenhum álbum                      |
| "Samba Lento" (part. Joey Montana)                                                      | 2021 | —  | Adicionado à nenhum álbum                      |
| "Eu Dou Tchau"                                                                          | 2021 | —  | Adicionado à nenhum álbum                      |
| "De Passagem"                                                                           | 2022 | —  | Prainha da Claudinha                           |
| "Dengo Meu" (part. Juliette e Lucy Alves)                                               | 2022 | —  | Prainha da Claudinha                           |
| "Sukin de Confusão"                                                                     | 2022 | —  | REALVERSO: Lado A                              |
| "Bolo Doido" (part. Ivete Sangalo)                                                      | 2022 | 7  | REALVERSO: Lado A                              |
| "Potinho" (part. Saulo Fernandes)                                                       | 2023 | 22 | REALVERSO: Lado A                              |
| "Especialistas" (part. Nattan)                                                          | 2023 | —  | Adicionado à nenhum álbum                      |
| "LIQUITIQUI (Remix)" (feat. Kes & J Perry)                                              | 2023 | 13 | Adicionado à nenhum álbum                      |
| "Destrava"                                                                              | 2024 | 2  | REALVERSO: Lado B                              |
| "Dragão Chinês" (feat. Leo Santana)                                                     | 2024 | 3  | Intemporal (Ao Vivo)                           |
| "Sobre Viver"                                                                           | 2024 | —  | Intemporal (Ao Vivo)                           |
| "Beijo Incompatível" (feat. Marcos & Belutti)                                           | 2024 | 21 | Intemporal (Ao Vivo)                           |
| "Infinito" (feat. Manu Bahtidão)                                                        | 2024 | —  | Intemporal (Ao Vivo)                           |
| "Bola de Papel"                                                                         | 2024 | —  | Intemporal (Ao Vivo)                           |
| "Sete Vidas"                                                                            | 2024 | 16 | Soul D'Rua (Ao Vivo no Candyall Guetho Square) |
| "Tudo Em Off"                                                                           | 2025 | —  | Soul D'Rua (Ao Vivo no Candyall Guetho Square) |
| "Eu, Fevereiro e Você"                                                                  | 2025 | 3  | Soul D'Rua (Ao Vivo no Candyall Guetho Square) |
| "—" denota singles que não entraram nas paradas musicais ou não foram lançados no país. |      |    |                                                |

### Como artista convidada
| Canção | Ano  | Melhores posições | Melhores posições     | Melhores posições | Melhores posições | Melhores posições | Melhores posições | Melhores posições | Melhores posições | Melhores posições | Melhores posições | Certificados                                    | Álbum                            |
| Canção | Ano  | BRA               | BRA Regional Salvador | BEL               | CAN               | ESP               | EUA               | FRA               | ITA               | POR               | SUI               | Certificados                                    | Álbum                            |
| --- | ---- | ----------------- | --------------------- | ----------------- | ----------------- | ----------------- | ----------------- | ----------------- | ----------------- | ----------------- | ----------------- | ----------------------------------------------- | -------------------------------- |
| "Doce Desejo" (Bruno e Marrone part. Claudia Leitte) | 2004 | [ nota 2 ]        | [ nota 2 ]            | —                 | —                 | —                 | —                 | —                 | —                 | —                 | —                 |                                                 | Inevitável                       |
| "A Fórmula do Amor" (Jammil e uma Noites part. Claudia Leitte) | 2004 | [ nota 2 ]        | [ nota 2 ]            | —                 | —                 | —                 | —                 | —                 | —                 | —                 | —                 |                                                 | Ao Vivo na Balada                |
| "Eu Prometo" (Harmonia do Samba part. Claudia Leitte) | 2005 | [ nota 2 ]        | [ nota 2 ]            | —                 | —                 | —                 | —                 | —                 | —                 | —                 | —                 |                                                 | Harmonia Romântico               |
| "Amor de Carnaval" (Orlando Morais part. Claudia Leitte) | 2006 | [ nota 2 ]        | [ nota 2 ]            | —                 | —                 | —                 | —                 | —                 | —                 | —                 | —                 |                                                 | Tempo Bom                        |
| "Um Sonho a Dois" (Roupa Nova part. Claudia Leitte) | 2007 | [ nota 2 ]        | [ nota 2 ]            | —                 | —                 | —                 | —                 | —                 | —                 | —                 | —                 |                                                 | RoupaAcústico 2                  |
| "Sorri, Sou Rei" (Natiruts part. Claudia Leitte) | 2009 | 35                | —                     | —                 | —                 | —                 | —                 | —                 | —                 | 7                 | —                 |                                                 | Raçaman                          |
| "Parente do Avião" (Carlinhos Brown part. Daniela Mercury, Ivete Sangalo, Margareth Menezes, Claudia Leitte, Armandinho e Luiz Caldas)                                                                | 2010 | —                 | —                     | —                 | —                 | —                 | —                 | —                 | —                 | —                 | —                 |                                                 | Não adicionado à nenhum álbum    |
| "Samba" (Ricky Martin part. Claudia Leitte) | 2011 | —                 | —                     | —                 | —                 | —                 | —                 | —                 | —                 | —                 | —                 |                                                 | Música + Alma + Sexo             |
| "Enamorado" (Adair Cardoso part. Claudia Leitte) | 2012 | —                 | —                     | —                 | —                 | —                 | —                 | —                 | —                 | —                 | —                 |                                                 | Adair Cardoso - Ao Vivo          |
| "Sem Você Tô Mal" (Pablo part. Claudia Leitte) | 2013 | —                 | —                     | —                 | —                 | —                 | —                 | —                 | —                 | —                 | —                 |                                                 | A Voz Romântica - Arrocha Brasil |
| "Eu Gosto de Você" (Gustavo Mioto part. Claudia Leitte) | 2014 | 84                | —                     | —                 | —                 | —                 | —                 | —                 | —                 | —                 | —                 |                                                 | Ciclos                           |
| "Aliança" (Netinho part. Claudia Leitte) | 2014 | —                 | —                     | —                 | —                 | —                 | —                 | —                 | —                 | —                 | —                 |                                                 | Beats, Baladas & Balanços        |
| "We Are One (Ole Ola)" (Pitbull part. Jennifer Lopez e Claudia Leitte) | 2014 | 90                | —                     | 1                 | 51                | 4                 | 59                | 3                 | 2                 | 6                 | 2                 | - : Ouro - : Ouro - : Platina - : Ouro - : Ouro | One Love, One Rhythm             |
| "O Amor Ta Aí" (com Artistas pelo Instituto Neymar Jr.[C]) | 2015 | —                 | —                     | —                 | —                 | —                 | —                 | —                 | —                 | —                 | —                 |                                                 | Não adicionado à nenhum álbum    |
| "Eu Gosto" (Dennis DJ part. Claudia Leitte) | 2017 | —                 | —                     | —                 | —                 | —                 | —                 | —                 | —                 | —                 | —                 |                                                 | Professor da Malandragem         |
| "Tô pro Crime (Um Perigo)" (Katê part. Claudia Leitte) | 2017 | —                 | —                     | —                 | —                 | —                 | —                 | —                 | —                 | —                 | —                 |                                                 | Experimenta                      |
| "Minha Guia" (Orlando Morais part. Claudia Leitte) | 2017 | —                 | —                     | —                 | —                 | —                 | —                 | —                 | —                 | —                 | —                 |                                                 | Não adicionado à nenhum álbum    |
| "Nêgo Nêga" (Afrodisíaco part. Claudia Leitte) | 2017 | —                 | 11                    | —                 | —                 | —                 | —                 | —                 | —                 | —                 | —                 |                                                 | Tributo ao Samba Reggae          |
| "Rompe Corazones" (Electrotimba part. Claudia Leitte e Carlinhos Brown) | 2017 | —                 | —                     | —                 | —                 | —                 | —                 | —                 | —                 | —                 | —                 |                                                 | Electrotimba                     |
| "Bela do Baile" (Durval Lélys part. Claudia Leitte) | 2017 | —                 | 1                     | —                 | —                 | —                 | —                 | —                 | —                 | —                 | —                 |                                                 | Não adicionado à nenhum álbum    |
| "Vivo Só" (Márcia Fellipe part. Claudia Leitte) | 2018 | —                 | —                     | —                 | —                 | —                 | —                 | —                 | —                 | —                 | —                 |                                                 | Não adicionado à nenhum álbum    |
| "Te Amo Tanto" (Paolo part. Claudia Leitte) | 2018 | 74                | —                     | —                 | —                 | —                 | —                 | —                 | —                 | —                 | —                 |                                                 | Orgulho & Paixão                 |
| "Então Vem Cá" (Mano Walter part. Claudia Leitte) | 2018 | 73                | 15                    | —                 | —                 | —                 | —                 | —                 | —                 | —                 | —                 | : Diamante                                      | Ao Vivo em São Paulo             |
| "Lambada (Corpo Molinho)" (Ivete Sangalo part. Claudia Leitte) | 2019 | —                 | —                     | —                 | —                 | —                 | —                 | —                 | —                 | —                 | —                 |                                                 | Live Experience                  |
| "Donde (Xeque-Mate)" (Erika Ender part. Claudia Leitte) | 2019 | —                 | —                     | —                 | —                 | —                 | —                 | —                 | —                 | —                 | —                 |                                                 | Não adicionado à nenhum álbum    |
| "Pode Entrar" (Babado Novo part. Claudia Leitte) | 2019 | —                 | —                     | —                 | —                 | —                 | —                 | —                 | —                 | —                 | —                 |                                                 | Não adicionado à nenhum álbum    |
| "A Roda" (Sarajane part. Claudia Leitte) | 2020 | —                 | 27                    | —                 | —                 | —                 | —                 | —                 | —                 | —                 | —                 |                                                 | Liquidificação                   |
| "Mi Amor" (Bera part. Claudia Leitte) | 2020 | —                 | —                     | —                 | —                 | —                 | —                 | —                 | —                 | —                 | —                 |                                                 | Não adicionado à nenhum álbum    |
| "TU TU TU" (DH8 part. Claudia Leitte) | 2021 | —                 | —                     | —                 | —                 | —                 | —                 | —                 | —                 | —                 | —                 |                                                 | Não adicionado à nenhum álbum    |
| "Jovem" (Ralk part. Julio Secchin & Claudia Leitte) | 2021 | —                 | —                     | —                 | —                 | —                 | —                 | —                 | —                 | —                 | —                 |                                                 | Não adicionado à nenhum álbum    |
| "Frevo Mulher" (Yahoo part. Claudia Leitte) | 2021 | —                 | —                     | —                 | —                 | —                 | —                 | —                 | —                 | —                 | —                 |                                                 | Não adicionado à nenhum álbum    |
| "Aprendiz" (Clovis part. Claudia Leitte) | 2021 | —                 | —                     | —                 | —                 | —                 | —                 | —                 | —                 | —                 | —                 |                                                 | Epifania                         |
| "Perdi a Minha Paz / Cidade dos Poetas" (Lucas Deluti part. Amor de Carnaval & Claudia Leitte) | 2022 | —                 | —                     | —                 | —                 | —                 | —                 | —                 | —                 | —                 | —                 |                                                 | Não adicionado à nenhum álbum    |
| "Mãe de Menina" (Marina Elali part. Claudia Leitte) | 2022 | —                 | —                     | —                 | —                 | —                 | —                 | —                 | —                 | —                 | —                 |                                                 | Não adicionado à nenhum álbum    |
| "—" denota singles que não entraram nas paradas musicais ou não foram lançados no país. A parada de singles Billboard Brasil foi criada em 2009, não podendo atender aos singles dos anos anteriores. |      |                   |                       |                   |                   |                   |                   |                   |                   |                   |                   |                                                 |                                  |

### Singlespromocionais
| "Paixão"                                                                                | 2010 | —  | —  | — | As Máscaras               |
| "Faz Um"                                                                                | 2010 | —  | —  | — | As Máscaras               |
| "Elixir" (part. Olodum)                                                                 | 2011 | —  | —  | — | Axemusic - Ao Vivo        |
| "Locomotion Batucada"                                                                   | 2011 | —  | —  | — | Negalora: Íntimo          |
| "Amor Toda Hora"                                                                        | 2012 | —  | —  | — | Axemusic (Ao Vivo)        |
| "Talento" (com Michel Teló)                                                             | 2014 | 61 | —  | — | Adicionado à nenhum álbum |
| "Portuñol" (part. Beto Perez)                                                           | 2015 | —  | —  | — | Adicionado à nenhum álbum |
| "Prontas pra Divar" (com Ivete Sangalo)                                                 | 2015 | —  | 1  | 1 | Adicionado à nenhum álbum |
| "Ricos de Amor"                                                                         | 2016 | —  | —  | — | Adicionado à nenhum álbum |
| "Pode Ter" / "Pode Ter Torcida"                                                         | 2018 | —  | —  | — | Adicionado à nenhum álbum |
| "Vou a Marte"                                                                           | 2018 | —  | —  | — | Adicionado à nenhum álbum |
| "Um Milhão de Vezes"                                                                    | 2019 | —  | —  | — | Adicionado à nenhum álbum |
| "Pulsação"                                                                              | 2020 | —  | —  | — | ‎Bandera Move, Pt. II      |
| "Hello World" (com Rita Wilson e Raja Kumari)                                           | 2021 | —  | —  | — | Adicionado à nenhum álbum |
| "Especialistas" (part. Nattan)                                                          | 2023 | —  | —  | — | Adicionado à nenhum álbum |
| "Sobre Viver (Ao Vivo)"                                                                 | 2024 | —  | —  | — | Intemporal (Ao Vivo)      |
| "Verão dos Meus Sonhos (Ao Vivo)"                                                       | 2024 | —  | —  | — | Intemporal (Ao Vivo)      |
| "Sozinho (Ao Vivo)"                                                                     | 2024 | —  | —  | — | Intemporal (Ao Vivo)      |
| "Bola de Sabão (Ao Vivo)"                                                               | 2024 | —  | —  | — | Intemporal (Ao Vivo)      |
| "Piada Besta (Ao Vivo)"                                                                 | 2024 | —  | —  | — | Intemporal (Ao Vivo)      |
| "Prefixo de Verão (Ao Vivo)"                                                            | 2024 | —  | —  | — | Intemporal (Ao Vivo)      |
| "Trilhos Fortes (Ao Vivo)"                                                              | 2024 | —  | —  | — | Intemporal (Ao Vivo)      |
| "Deslizes (Ao Vivo)"                                                                    | 2024 | —  | 30 | — | Intemporal (Ao Vivo)      |
| "Infinito (Ao Vivo)"                                                                    | 2024 | —  | —  | — | Intemporal (Ao Vivo)      |
| "Eu Fico (Ao Vivo)" (part. Manu Bahtidão)                                               | 2024 | —  | —  | — | Intemporal (Ao Vivo)      |
| "Pensando em Você (Ao Vivo)"                                                            | 2024 | —  | —  | — | Intemporal (Ao Vivo)      |
| "Amor Amplificado (Ao Vivo)"                                                            | 2024 | —  | —  | — | Intemporal (Ao Vivo)      |
| "Pássaros (Ao Vivo)"                                                                    | 2024 | —  | —  | — | Intemporal (Ao Vivo)      |
| "—" denota singles que não entraram nas paradas musicais ou não foram lançados no país. |      |    |    |   |                           |

## Outras aparições
| Canção                                    | Ano  | Outro(s) Artista(s) | Álbum                                            | Ref.   |
| ----------------------------------------- | ---- | --- | ------------------------------------------------ | ------ |
| "Chuva na Janela / Bizarre Love Triangle" | 2005 | Jammil e uma Noites e Torquato Mariano | Praieiro Ao Vivo                                 | [ 59 ] |
| "Deixa Isso Pra Lá"                       | 2007 | Jair Rodrigues | Cidade do Samba                                  | [ 60 ] |
| "Acontece que Eu Sou Baiano"              | 2007 | Dudu Nobre | Eterna Magia                                     | [ 61 ] |
| "Jesus Cristo"                            | 2008 | Padre Marcelo Rossi | Paz Sim, Violência Não - Vol.1                   | [ 62 ] |
| "Romance Ideal"                           | 2008 | Biquini Cavadão | 80 Vol. 2                                        | [ 63 ] |
| "Pai Nosso"                               | 2008 | Ivete Sangalo Raimundo Fagner Fafá de Belém Simone Chitãozinho & Xororó Daniel Guilherme & Santiago Mauricio e Mauri Banda Calypso Eliana Toquinho André Valadão                                                                                   | Tributo Das Estrelas Pelo Bem                    | [ 64 ] |
| "Falando Sério"                           | 2009 | — | Elas Cantam Roberto Carlos                       | [ 65 ] |
| "Como É Grande O Meu Amor Por Você"       | 2009 | Roberto Carlos Paula Toller Ivete Sangalo Wanderléa Daniela Mercury Zizi Possi Luiza Possi Sandy Nana Caymmi Fafá de Belém Fernanda Abreu Adriana Calcanhotto Mart'nália Ana Carolina Alcione Marina Lima Rosemary Celine Imbert Hebe Marília Pêra | Elas Cantam Roberto Carlos                       | [ 65 ] |
| "Mesma Luz"                               | 2010 | Carol Celico | Carol Celico                                     | [ 66 ] |
| "Hino do Esporte Clube Bahia"             | 2011 | — | Bahêa Minha Vida                                 |        |
| "Enamorado"                               | 2012 | Adair Cardoso | Cheias de Charme                                 |        |
| "Flores do Meu Jardim"                    | 2012 | Planta & Raiz | De Sol a Sol                                     | [ 67 ] |
| "Minha Solução"                           | 2012 | Alexandre Pires | Eletrosamba                                      | [ 68 ] |
| "Menina Mulher"                           | 2013 | — | —                                                | —      |
| "Meu Menino Jesus"                        | 2013 | — | Natal em Família                                 | [ 69 ] |
| "Nós Dois Somos Um"                       | 2014 | Cinco por Cento | Música e Parceria                                | [ 70 ] |
| "La Luz"                                  | 2014 | Juanes | Loco De Amor                                     | [ 71 ] |
| "Samba Rock com Dendê"                    | 2014 | Ju Moraes | Em Cada Canto Um Samba                           | [ 72 ] |
| "Natal Branco"                            | 2014 | Suricato | Natal em Família 2                               | [ 73 ] |
| "Amor Perfeito"                           | 2014 | Roberto Carlos | Duetos 2                                         | [ 74 ] |
| "Natal Branco"                            | 2015 | Suricato | Presente de Natal - O Especial de Natal da Globo | [ 75 ] |
| "O Infante D. Henrique"                   | 2015 | — | Mensagem - Fernando Pessoa - Volume 3            | [ 76 ] |
| "Pegada do Guetho"                        | 2015 | Igor Kannário | #ÉNÓSDENOVO                                      | —      |
| "Vou te dizer"                            | 2016 | MC Guimê | Sou Filho da Lua                                 | [ 77 ] |
| "Natal Branco"                            | 2016 | Suricato | Estrelas de Natal                                | [ 78 ] |
| "Tô pro Crime"                            | 2016 | Katê Mr Catra | Experimenta                                      | [ 79 ] |
| "Dê 3 Passos pra Trás"                    | 2017 | Solange Almeida | Sentimento de Mulher                             | [ 80 ] |
| "Teu Olhar (Remix)"                       | 2018 | Matias Damásio | Augusta                                          | [ 81 ] |